# Australische fluiteend
De Australische fluiteend (Dendrocygna eytoni) is een eend uit de familie van de Anatidae. Het is een endemische soort vogel in Australië. Deze vogel is genoemd naar de Britse ornitholoog Thomas Campbell Eyton die deze soort in 1838 heeft beschreven.

## Kenmerken
Deze eend is 40 tot 45 cm lang en 500 tot 1500 gram zwaar. Het is een rechtop lopende eend met lange roze poten, een vlekkig, roze snavel en opvallende roomkleurige, omhoog gerichte sierveren op de flanken. Verder is de eend lichtgrijs tot grijsbruin, met strepen op de buik.

## Leefwijze
Deze eend komt vaak voor in grote groepen tot wel duizenden individuen die overdag op of in de buurt van water verblijven. Tijdens het foerageren grondelen deze eenden. Daarbij steekt het achterlichaam rechtop uit het water en bevinden kop en hals zich onder water. Duiken doen ze weinig, daarmee verschillen ze van de zwervende fluiteend waarmee ze soms samen voorkomen.
Als ze opgeschrikt worden, vliegen ze met luid gefluit op.

## Voorkomen en leefgebied
De Australische fluiteend komt voor in een groot gebied: het noorden van West-Australië, Noordelijk Territorium, bijna geheel Queensland en New South Wales en het uiterste noorden van Victoria. De vogels foerageren vooral 's nacht, vaak op graslanden, in oevervegetaties en op stoppelvelden. Dit dier is deels een trekvogel. Deze eend is zeldzaam in het zuiden van Nieuw-Guinea en dwaalgast in Nieuw-Zeeland.
Het is geen bedreigde vogelsoort.

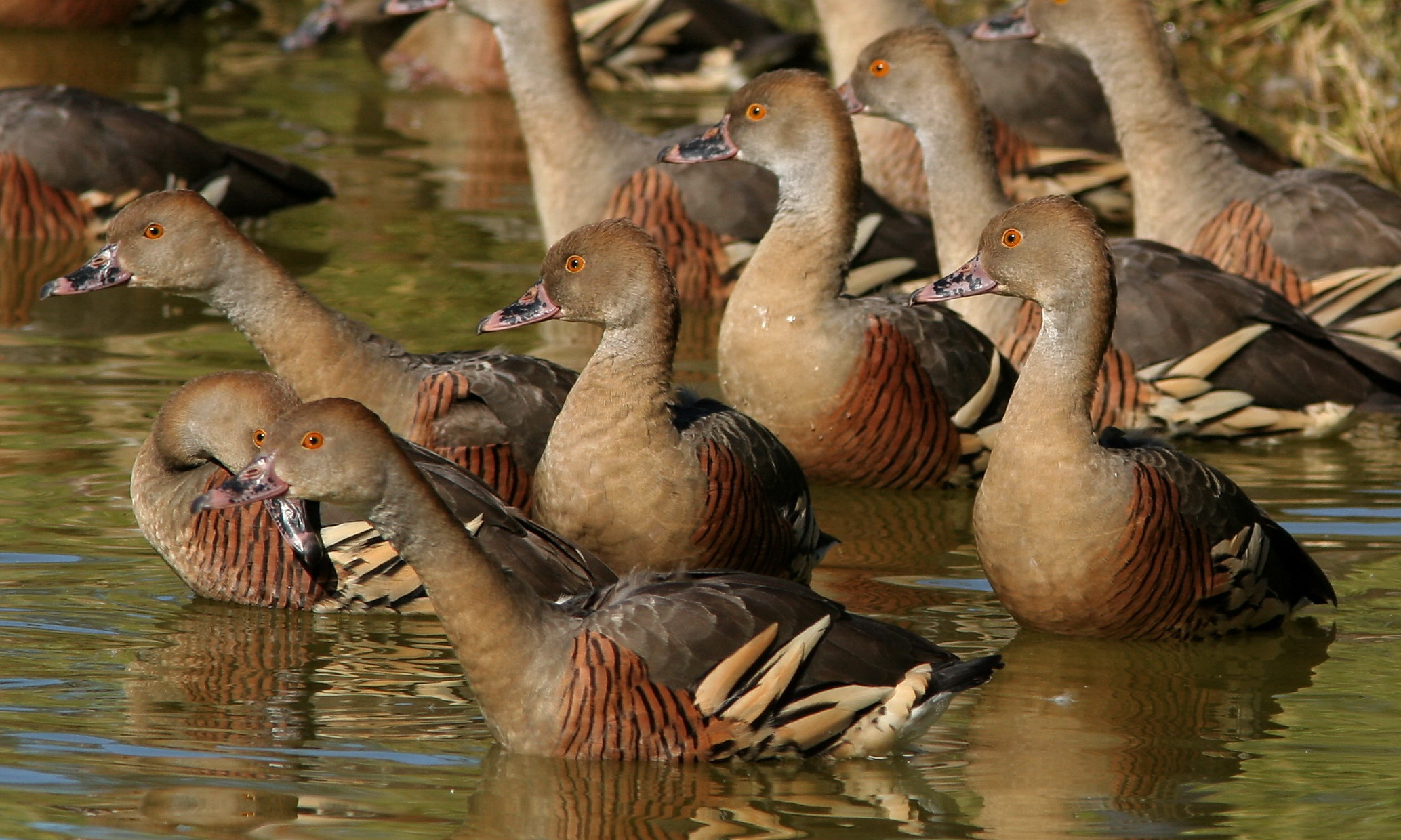
De Australische fluiteend komt vaak voor in grote groepen
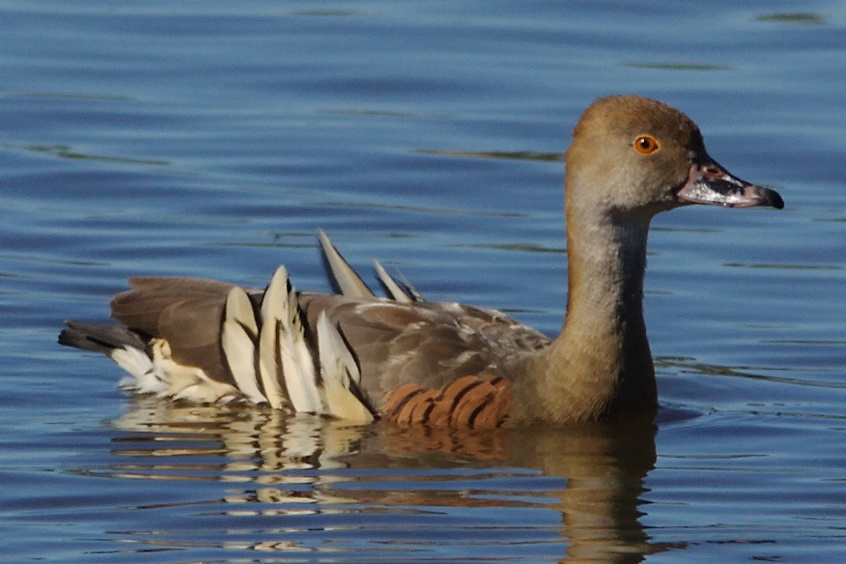
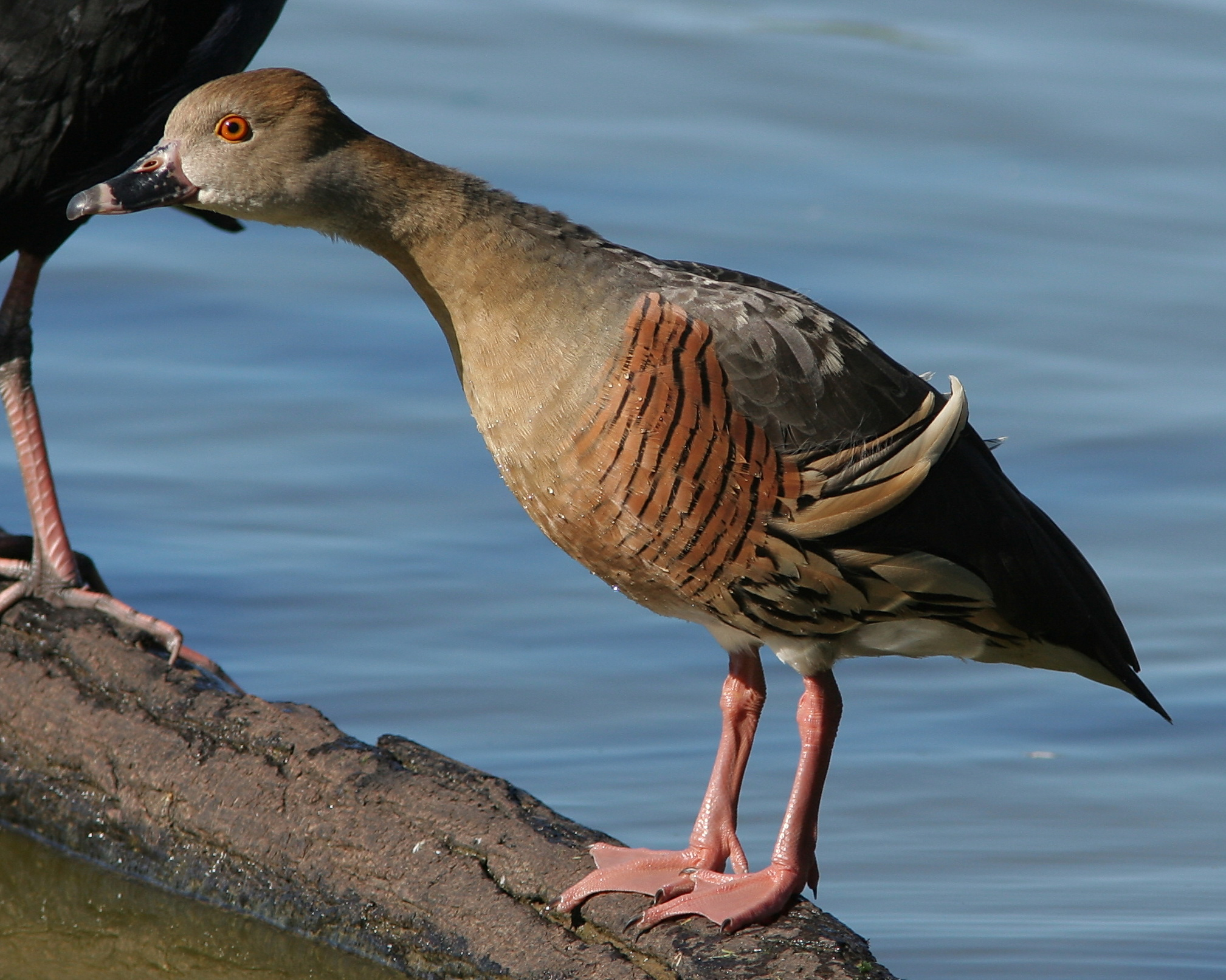

- Video uit Gatton, ZO- Queensland, Australië